# A Long Way
A Long Way è un album di Enrico Pieranunzi, pubblicato dalla Carosello Records nel febbraio del 1978.

## Tracce
Lato A
Brani composti da Enrico Pieranunzi
1. Flash – 4:28
2. A Long Way – 7:22
3. My Song – 3:18

Lato B
Brani composti da Enrico Pieranunzi, eccetto dove indicato
1. Terminal – 5:45
2. Space Time – 4:15
3. Lush Life – 5:32 (Billy Strayhorn)

## Musicisti
- Enrico Pieranunzi - pianoforte